# Трайко Стойковски
Трайко Донев Стойковски с псевдоним Бузо (на македонска литературна норма: Трајко Стојковски - Бузо) е югославски партизанин, участник в комунистическата съпротива във Вардарска Македония.

## Биография
Роден е на 10 януари 1923 година в град Куманово. През 1941 година става член на СКМЮ. През юни 1943 година се присъединява към Кумановския народоосвободителен партизански отряд. По-късно става командир на батальон в трета македонска ударна бригада. От 12 септември 1944 година е командир на дванадесета македонска ударна бригада. На 20 ноември 1951 година е провъзгласен за народен герой на Югославия.